# Communauté d'agglomération de la Riviera française
La communauté d'agglomération de la Riviera française (aussi appelée communauté de la Riviera française ou Carf) est une communauté d'agglomération, située dans l'arrondissement de Nice, le département des Alpes-Maritimes et la région Provence-Alpes-Côte d'Azur.

## Historique
Créée le 01/01/2002, autour des communes de Beausoleil, Castillon, Menton, Roquebrune-Cap-Martin, Sospel et Moulinet, la Carf compte dès l'année suivante 9 communes avec l'intégration de Gorbio, Peille, Sainte-Agnès et La Turbie. La commune de Castellar rejoint l'agglomération en 2008.
Le 20 septembre 2009, Peille quitte la Carf  et intègre la communauté de communes du pays des Paillons le 1er avril 2010.
Le projet d'une fusion, un temps envisagée en 2009, avec la communauté urbaine Nice Côte d'Azur, est finalement abandonné.
Le 1er janvier 2014, les communes de Breil-sur-Roya, La Brigue, Fontan, Saorge et Tende rejoignent la Carf, comme envisagé par le schéma départemental de coopération intercommunale (SDCI) arrêté par le préfet des Alpes-Maritimes à la fin décembre 2011, malgré l'opposition, de 2011 à 2013, des maires de Breil-sur-Roya, Saorge et La Brigue.  Elle compte aujourd'hui 15 communes,.
Dans la nuit du 2 au 3 octobre 2020, les 5 communes de la Roya ont été lourdement touchées par le passage de la tempête Alex qui a causé d'importants dégâts dans toute la vallée, surtout par des pluies diluviennes et des inondations dues à la crue de la Roya.
Le 25 octobre 2021, Jean-Claude Guibal, maire de Menton et président de la communauté de la Riviera française décède après avoir été président de 2001 à 2008 et de 2017 à 2021. Yves Juhel lui succède à la fois comme maire de la ville de Menton et comme président de la Carf.

## Territoire communautaire

### Géographie
La communauté de la Riviera française est située à l’est des Alpes-Maritimes, le long des frontières de l’Italie et de la Principauté de Monaco. Elle s’étend des rivages de la Méditerranée aux sommets du massif du Mercantour, en remontant les vallées de la Roya et de la Bévéra. Depuis Menton, ville-centre de la Riviera française, les communes urbaines du littoral laissent place aux villages des Moyen et Haut Pays.

### Composition
En 2022, la communauté d'agglomération est composée des 15 communes suivantes :

| Nom                   | Code Insee | Gentilé        | Superficie (km2) | Population (dernière pop. légale) | Densité (hab./km2) |
| --------------------- | ---------- | -------------- | ---------------- | --------------------------------- | ------------------ |
| Menton (siège)        | 06083      | Mentonnais     | 14,05            | 30 326 (2022)                     | 2 158              |
| Beausoleil            | 06012      | Beausoleillois | 2,79             | 12 430 (2022)                     | 4 455              |
| Breil-sur-Roya        | 06023      | Breillois      | 81,31            | 2 292 (2022)                      | 28                 |
| La Brigue             | 06162      | Brigasques     | 91,77            | 741 (2022)                        | 8,1                |
| Castellar             | 06035      | Castellarois   | 12,24            | 1 042 (2022)                      | 85                 |
| Castillon             | 06036      | Castillonais   | 7,51             | 422 (2022)                        | 56                 |
| Fontan                | 06062      | Fontanais      | 49,61            | 309 (2022)                        | 6,2                |
| Gorbio                | 06067      | Gorbarins      | 7,02             | 1 568 (2022)                      | 223                |
| Moulinet              | 06086      | Moulinois      | 41,07            | 253 (2022)                        | 6,2                |
| Roquebrune-Cap-Martin | 06104      | Roquebrunois   | 9,33             | 12 419 (2022)                     | 1 331              |
| Sainte-Agnès          | 06113      | Agnésois       | 9,37             | 1 365 (2022)                      | 146                |
| Saorge                | 06132      | Saorgiens      | 86,78            | 432 (2022)                        | 5                  |
| Sospel                | 06136      | Sospellois     | 62,39            | 3 807 (2022)                      | 61                 |
| Tende                 | 06163      | Tendasques     | 177,47           | 1 898 (2022)                      | 11                 |
| La Turbie             | 06150      | Turbiasques    | 7,42             | 3 012 (2022)                      | 406                |

### Démographie
| 1968   | 1975   | 1982   | 1990   | 1999   | 2006   | 2011   | 2016   | 2022   |
| ------ | ------ | ------ | ------ | ------ | ------ | ------ | ------ | ------ |
| 59 119 | 58 648 | 60 266 | 67 293 | 67 882 | 70 148 | 71 672 | 72 506 | 72 316 |

### Environnement et biodiversité
Parmi les 15 communes du territoire, 6 sont situées sur le périmètre du Parc national du Mercantour. La Carf compte également 6 sites Natura 2000.
Au total, 622 espèces animales (dont 71 protégées), 60 espèces végétales (dont 32 protégées) ont été recensées par le Muséum National d’Histoire Naturelle. Près de 18 202 ha d’espaces protégés, 12 Zones Naturelles d’Intérêt Ecologique et 1 Zone Marine protégée sont identifiées. Les espèces emblématiques du territoire sont le Rhinolophe euryale, l'Herbier Posidonies, le Tetras lyre, le Lis Turban et l'Ophrys Bourdon.
Sites Natura 2000 terrestres :
- Site Mont Chajol (Tende)[11]
- La Bendola (Fontan, Saorge)[12]
- Marguareis (La Brigue-Fontan-Saorge)[13]
- Vallée du Careï-collines de (Castillon, Menton, Castellar, Gorbio, Sainte-Agnès, Sospel, Peille)[14]
- Sites à chauves-souris de Breil-sur-Roya[15]

Aire Marine Protégée intégrée au réseau européen des Sites Natura 2000 marins :
- Site Cap Martin (Menton, Roquebrune-Cap-Martin)[17]

Depuis le 18 février 2020, la Carf est signataire de la charte partenariat du Sanctuaire Pelagos. Elles fait également partie des groupes de travail de l'Accord RAMOGE.
Le 7 mai 2021, elle s'est engagée à réduire l’utilisation des plastiques et lutter contre la pollution plastique en mer Méditerranée en signant l’accord de l’association Beyond Plastic Med.

## Organisation

### Siège
Le siège de la communauté de la Riviera française est situé à Menton, 16 rue Villarey.

### Élus
Le conseil communautaire de la Carf se compose pour la mandature 2020-2026  de 48 conseillers, représentant chacune des communes membres et élus pour une durée de six ans. Ils sont répartis de la manière suivante, en fonction de leur population :
- 18  délégués pour Menton ;
-  8 délégués pour Beausoleil et  Roquebrune-Cap-Martin
-  2 délégués pour Sospel et  La Turbie ;
- 1 délégué et son suppléant pour les 10 autres communes
À la suite du décès de Jean-Claude Guibal en octobre 2021, Yves Juhel, nouveau maire de Menton, est élu président le 22 février 2022 et désigne les 15 vice-présidents :
1. Albert Filippi, maire de Sainte-Agnès, délégué au Développement durable, Tourisme & aux Relations avec la Métropole Nice Côte d’Azur.
2. Patrick Cesari, maire de Roquebrune-Cap-Martin, délégué à l'Aménagement de l’espace, SCOT et Habitat, et aux Relations avec la Principauté de Monaco et  avec le Conseil départemental.
3. Gérard Spinelli, maire de Beausoleil, délégué à l'Environnement, l'Accessibilité des centres-villes & Relations avec la Principauté de Monaco.
4. Jean-Mario Lorenzi, maire de Sospel, délégué à l’Eau et l’Assainissement.
5. Jean-Jacques Raffaele, maire de La Turbie, délégué au Développement économique & aux Relations avec la communauté du Pays des Paillons.
6. Jean-Pierre Vassallo, maire de Tende, délégué aux Ressources humaines, à la Coopération transfrontalière & aux Espaces valléens.
7. Sébastien Olharan, maire de Breil-sur-Roya, délégué à la GEMAPI & aux Relations avec le Conseil départemental.
8. Fabrice Pastor, maire de Gorbio, délégué aux Équipements culturels et sportifs.
9. Anne-Marie Arsento-Curti, maire de Castellar, déléguée à l’Agriculture et la ruralité.
10. Daniel Alberti, maire de La Brigue, délégué aux Finances et à la commande publique.
11. Brigitte Bresc, maire de Saorge, déléguée au Patrimoine et au Cadre de vie.
12. Olivier Chantreau, maire de Castillon, délégué aux Transports, à la Mobilité et à la Sécurité et la Gestion des risques majeurs.
13. Philippe Oudot, maire de Fontan, délégué à la Reconstruction de la Roya.
14. Guy Bonvallet, maire de Moulinet, délégué à la Mission Locale et Politique de la ville.
15. Patrice Novelli, 1éme Adjoint au maire de Menton, déléguée à la Communication et à l'évènementiel

Chaque commune membre est représentée au bureau communautaire pour la fin de la mandature 2022-2026.

### Liste des présidents
| Période         | Période                   | Identité           | Étiquette | Qualité |
| --------------- | ------------------------- | ------------------ | --------- | --- |
| 2001            | avril 2008                | Jean-Claude Guibal | UMP       | Énarque, ancien dirigeant d'organisations professionnelles Député des Alpes-Maritimes (4e circ.) (1997 → 2017) Maire de Menton (1989 → 2021) Vice-président de la mission opérationnelle transfrontalière                    |
| avril 2008      | mars 2017,                | Patrick Cesari     |           | Maire de Roquebrune-Cap-Martin (1995 → ) Conseiller général de Menton-Ouest (1998 → 2015) Conseiller départemental de Menton (1995 → ) Vice-président du conseil départemental des Alpes-Maritimes (2015 → ) Démissionnaire  |
| mars 2017       | 25 oct. 2021              | Jean-Claude Guibal | LR        | Énarque, ancien dirigeant d'organisations professionnelles Député des Alpes-Maritimes (4e circ.) (1997 → 2017) Maire de Menton (1989 → 2021) Vice-président de la mission opérationnelle transfrontalière Décédé en fonction |
| 9 novembre 2021 | En cours (au 19 mai 2022) | Yves Juhel         |           | Ancien artisan, commerçant, chef d'entreprise. Maire de Menton (2021 → ) |

### Compétences
Conformément à la loi NOTRe, les compétences exercées par la Carf ont été mises à jour par le Conseil Communautaire le 18 mars 2021.

#### Compétences obligatoires
- Développement économique,
- Aménagement de l’espace communautaire,
- Politique de la ville dans la communauté,
- Équilibre social de l’habitat sur le territoire communautaire,
- Gestion des milieux aquatiques et prévention des inondations (depuis le 1er janvier 2018),
- Collecte et traitement des déchets des ménages et assimilés,
- Gestion des aires d’accueil des gens du voyage,
- Gestion de l’eau (depuis le 1er janvier 2018),
- Assainissement collectif et non-collectif (depuis le 1er janvier 2018).

#### Compétences optionnelles
- Voirie d’intérêt communautaire
- Parcs de stationnement d’intérêt communautaire,
- Protection et mise en valeur de l’environnement et du cadre de vie : lutte contre la pollution de l’air, lutte contre les nuisances sonores,
- Fourrière automobile,
- Service de fourrière des animaux,
- Équipements culturels et sportifs d’intérêt communautaire,
- Gestion de la Maison de Service Au Public.

#### Compétences facultatives
- Gestion des eaux pluviales urbaines,
- Gestion des hydrants,
- Marchés publics en groupement de commande.

### Régime fiscal et budget
La communauté de la Riviera française est un établissement public de coopération intercommunale à fiscalité propre.
Afin de financer l'exercice de ses compétences, l'intercommunalité perçoit, comme toutes les communautés d'agglomération, la fiscalité professionnelle unique (FPU) – qui a succédé à la taxe professionnelle unique (TPU) – et assure une péréquation de ressources.
Elle collecte également la taxe d'enlèvement des ordures ménagères (TEOM), qui finance ce service public.
L'intercommunalité ne reverse pas de dotation de solidarité communautaire (DSC) à ses communes membres.

#### Budget et fiscalité 2023
En 2023, le budget de la communauté d'agglomération était constitué ainsi :
- total des produits de fonctionnement : 66 496 000 €, soit 886 € par habitant ;
- total des charges de fonctionnement : 57 204 000 €, soit 762 € par habitant ;
- total des ressources d'investissement : 37 057 000 €, soit 494 € par habitant ;
- total des emplois d'investissement : 32 458 000 €, soit 432 € par habitant ;
- endettement : 40 903 000 €, soit 545 € par habitant.

Avec les taux de fiscalité suivants :
- taxe d'habitation résidences secondaires et logements vacants : 9,81 % ;
- taxe foncière sur les propriétés bâties (dont GEMAPI) : 5,34 % ;
- taxe foncière sur les propriétés non bâties (dont GEMAPI) : 2,61 % ;
- taxe additionnelle à la taxe foncière sur les propriétés non bâties : 15,43 % ;
- cotisation foncière des entreprises (fiscalité additionnelle - dont GEMAPI) : 0,00 % ;
- cotisation foncière des entreprises (fiscalité prof. unique ou de zone - dont GEMAPI) : 33,98 %.

## Projets et réalisations
Conformément aux dispositions légales, une communauté d'agglomération a pour objet d'associer « au sein d'un espace de solidarité, en vue d'élaborer et conduire ensemble un projet commun de développement urbain et d'aménagement de leur territoire ».

### Réalisations

#### Office de Tourisme Communautaire
Le 8 décembre 2016, l’Office de Tourisme Communautaire « Menton, Riviera et Merveilles » a été créé sous la forme d’un Etablissement Public à Caractère Industriel et Commercial (EPIC). Entré en fonctionnement le 1er janvier 2017, il est chargé de la promotion du tourisme et de la destination  Riviera française.

#### Parking Vieille Ville – Sablettes de Menton

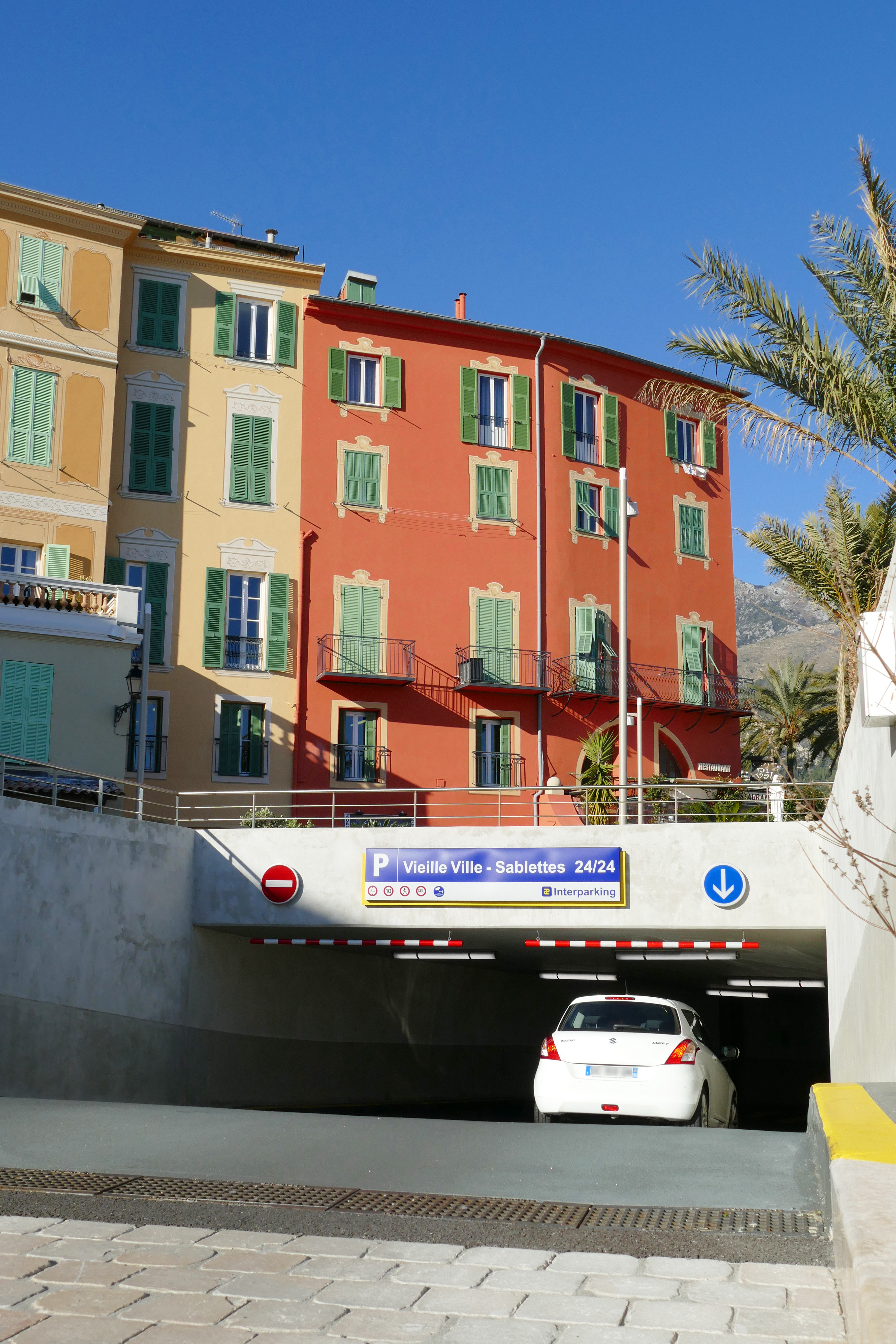
Parking Vieille Ville Sablettes.

Après 20 mois de travaux, le parc de stationnement souterrain « Vieille Ville – Sablettes » a été inauguré le 3 décembre 2016. Il compte 435 places sur 3 niveaux, dont 10 points de recharge pour les véhicules électriques et 10 emplacements pour les Personnes à Mobilité Réduite.
Une demande "d’examen au cas par cas préalable à la réalisation d’une étude d’impact" (Article R. 122-3 du code de l’environnement) a été formulée en mai 2016.
Le document d'urbanisme, Plan de sauvegarde et de mise en valeur de Menton. spécialement révisé en 2014 pour permettre cette construction dans un espace inconstructible, a été annulé par jugement du Tribunal administratif de Nice en date du 22 mars 2018. La réalisation des travaux s'est donc réalisée concomitamment aux diverses procédures d'urbanisme et contentieux.

#### Projet de territoire
Il sert de fil conducteur pour les actions et les projets menés par la CARF. C’est la feuille de route stratégique de l’action communautaire jusqu’à l’horizon 2030. Son élaboration s’est échelonnée sur 18 mois entre 2016 et 2017. Les 4 axes stratégiques retenus sont :
- Préserver l’authenticité du territoire
- Renforcer l’économie touristique
- Favoriser les métiers et savoir-faire traditionnels
- Développer les filières d’excellence (Santé-Nutrition-Bien-être, Economie Numérique, savoir-faire traditionnels, Agriculture identitaire : agrumiculture, oléiculture, castanéiculture).

Le Projet de territoire a été adopté par le Conseil Communautaire le 6 novembre 2017.

#### SPLA Riviera Française Aménagement
En juillet 2018, le conseil communautaire a approuvé la création d'une société publique locale d’aménagement  (SPLA) pour accompagner le projet de réaménagement de l’ancienne base aérienne 943 située sur la commune de Roquebrune-Cap-Martin. Son rôle est de réaliser des opérations d'aménagement sur le territoire des 15 communes de l'agglomération, ainsi que des constructions ou réhabilitations immobilières.

#### Réseau IRVE
En mai 2019, la CARF lance son réseau de bornes de recharge pour les véhicules électriques. Entièrement gratuit, compatible avec tous les véhicules électriques, il est connecté à la solution Alizé et accessible 7j/7 et 24h/24 en connexion rapide.

#### La Navette
En novembre 2019, la CARF et son réseau de transport Zest s'engagent un peu plus dans la mobilité durable en mettant en place La Navette, un véhicule 100 % électrique et 100 % gratuit dans le centre-ville de Menton. À la fois silencieux et non émetteur en CO2, le véhicule dispose de 22 places, 150 km d’autonomie et d'une connexion wifi gratuite. Il circule toutes les 20 min, 7j/7 de 9h à 18h.

#### Sécurisation du littoral
Au printemps 2021, la CARF a procédé à la réhabilitation des ouvrages de protection du littoral dans la baie du Soleil de Menton.
Au total, près de 1 900 m3 de rochers ont été nécessaires pour reconstruire la butée de pied et les 2 épis à l’identique. L’opération a été financée par la CARF, la Ville, le Département des Alpes-Maritimes et l’État dans le cadre du plan de relance.

### Projets

#### Pôle d’Échange Multimodal de Menton (PEMM)
La réalisation de la 1re phase de travaux concernant la réhabilitation et l’aménagement de la Gare routière de Menton, s’est achevée en 2016.
Le programme  de réaménagement du bâtiment de la gare, du parvis central, de l'accessibilité piétonne jusqu'à la Gare routière et de la construction d’un parking souterrain a commencé en février 2022. La mise en accessibilité des quais ferroviaires devrait se terminer en avril 2022.
Ce Pôle d’Échange Multimodal a pour objectif de transformer la Gare de Menton et ses alentours en un site destiné à l'intermodalité et aux modes de déplacement doux. Le projet est cofinancé par l’UE, l’État, la Région, le Département, la CARF et la SNCF.

#### Base Aérienne 943de Roquebrune
Le projet de réaménagement de l’ancienne base aérienne 943 est situé en plein centre de Roquebrune-Cap-Martin. Il doit permettre de créer un nouveau quartier au sein du quartier de Carnoles, à proximité de la gare, du bord de mer et des commerces. La concertation publique s’est achevée en juin 2018. La CARF a souhaité conserver le rôle d’aménageur pour ce projet de 41 000 m2 de surface constructible, en créant une Société Publique Locale d’Aménagement.
Le projet prévoit la construction de 405 logements (dont 150 en faveur de la mixité sociale), des équipements publics et des espaces destinés aux activités-commerces-loisirs.

#### Gendarmerie de Sospel
En 2017, le projet de construction d’une nouvelle caserne de gendarmerie pour la Brigade Territoriale sur la commune de Sospel a été reconnu d’intérêt communautaire. Le projet prévoit la construction de locaux de service, de locaux techniques et de 6 logements de fonction sur la commune de Sospel. Le lancement du projet, initialement prévu en 2020, a été repoussé en raison de la crise sanitaire. Les travaux ont débuté en septembre 2021 et devraient se terminer à la fin de l'année 2022

#### PCAET
Consciente de l’urgence climatique à l’échelle locale après le passage de la tempête Adrian en 2018 et la tempête Alex en 2020, la CARF a décidé de s'associer à la Communauté de Communes du Pays des Paillons pour élaborer conjointement leurs PCAET. Votée en novembre 2020, cette décision permet de lancer l’élaboration du document avec la réalisation des diagnostics territoriaux préalables dès 2021.